# Канкунські угоди
На кліматичній конференції в Канкуні в 2010 р. уряди прийняли Канкунські угоди, сформувавши основу для самих великомасштабних за весь час колективних заходів щодо зниження викидів і рішення довгострокових проблем, пов'язаних зі зміною клімату, а також щодо здійснення конкретних заходів зараз, щоб прискорити глобальні дії. Канкунські угоди включають найбільш всеосяжні пропозиції, погоджені будь-коли урядами, для надання допомоги країнам, що розвиваються, у боротьбі зі зміною клімату, включаючи фінансову і технічну допомогу, а також підтримку по створенню потенціалу. Важливий факт визнання урядами мети розвинених країн спільно мобілізовувати 100 млрд дол. на рік до 2020 р. для допомоги країнам, що розвиваються.
Канкунська конференція стала важливим кроком вперед, який заклав міцну основу для реалізації заходів боротьби зі зміною клімату. Комплекс рішень, відомих як Канкунські угоди, які були прийняті на сесії Конференції сторін і на сесії Конференції сторін, що діє як Нарада сторін Кіотського протоколу, спрямований на реалізацію з часом колективних і усебічних зусиль із усунення довгострокових проблем зміни клімату. Зараз ці рішення передбачають конкретні кроки по більш прискореному вживанню глобальних заходів у відповідь і сприянню здійсненню заходів по боротьбі зі зміною клімату, передусім в наступних областях:
1. Адаптація. Було підтверджено її пріоритетне значення і встановлені Канкунські рамки для адаптації.
2. Технологія. Був створений механізм по технологіях, який покликаний надавати підтримку інноваціям і розробці нових технологій і приділяти пріоритетну увагу поширенню, впровадженню і передачі технологій.
3. Фінанси. Був створений Зелений кліматичний фонд як оперативний орган фінансового механізму Конвенції і заснований постійний комітет для надання допомоги в підвищенні узгодженості і координації зусиль в області фінансування діяльності по боротьбі зі зміною клімату.
4. Політичні підходи і позитивні стимулюючі заходи з питань скорочення викидів в результаті знелісення і деградації лісів в країнах, що розвиваються; а також роль лісоохоронної діяльності, стійкого лісокористування і збільшення запасів вуглецю в лісах в країнах, що розвиваються. Було дано керівні вказівки і гарантії і розроблено програму роботи.

Конференція сторін прийняла 12 рішень, а Конференцію сторін, що діє як Нарада сторін Кіотського протоколу, прийняла 13 рішень. Рішення, що містяться в Канкунських угодах, закладають основу для реалізації на тривалу перспективу колективних зусиль за рішенням проблеми зміни клімату. Результати, досягнуті на Канкунській конференції, створили базу для побудови всеосяжної оперативної архітектури для реалізації заходів в області адаптації, пом'якшення наслідків, фінансування, використання технологій і нарощування потенціалу.

## Елементи Канкунської угоди включають наступні положення
1. Цілі індустріально розвинених країн офіційно визнані у рамках багатостороннього процесу; ці країни повинні розробити плани і стратегії низьковуглецевого розвитку, оцінити, як краще їх наслідувати, включаючи те, що можна зробити через ринкові механізми; щорічно представляти звіт з інвентаризацією їх викидів.
2. Діяльність країн, що розвиваються, по скороченню викидів офіційно визнана у рамках багатостороннього процесу. Буде створений реєстр для запису заходів і того, як дії країн, що розвиваються, зі зниження викидів співвідносяться з фінансовою і технологічною підтримкою з боку промислово розвинених країн. Країни, що розвиваються, повинні публікувати звіти про прогрес в цій області кожні два роки.
3. Сторони, об'єднані у рамках Кіотського протоколу, згодні продовжити переговори з метою завершення їх роботи і забезпечення відсутності проміжку між першим і другим періодами цього договору.
4. Механізм чистого розвитку Кіотського протоколу був укріплений, щоб дати більше принципово важливих інвестицій і технології для екологічно значимих проектів по зниженню викидів, що сприяють стійкому розвитку країн, що розвиваються.
5. Сторони оголосили про розгортання ініціатив і інститутів для захисту уразливих країн від зміни клімату і надання фінансів і технологій, яких потребують країни, що розвиваються, для побудови їх власного стійкого майбутнього.
6. В цілому 30 млрд доларів США швидкого фінансування до 2012 року надійдуть від промислово розвинених країн для підтримки кліматичних дій в країнах, що розвиваються, і є намір до 2020 року збільшити довгострокове фінансування до 100 млрд на рік, що теж було включене у рішення.
7. У галузі кліматичного фінансування, вирішено почати створення Зеленого кліматичного фонду, працюючого під керівництвом Конференції сторін, в наглядовій раді якого буде справедливе представництво розвинених країн і країн, що розвиваються.
8. Створена нова «Канкунська адаптаційна структура», покликана забезпечити краще планування і виконання адаптаційних проектів в країнах, що розвиваються, за допомогою зростаючої фінансової і технологічної підтримки, включаючи ясний процес продовження роботи з проблеми втрат і збитків.
9. Країни згодні прискорити дії із скорочення викидів від зведення і деградації лісів в країнах, що розвиваються, з відповідною технологічною і фінансовою підтримкою.
10. Сторони створили технологічний механізм з Технологічним виконавським комітетом, Центрами кліматичних технологій і Структурою, покликаною посилити технологічну кооперацію по підтримці дій з адаптації і відвертання.